# Nieuwgrieks
Nieuwgrieks (νέα ελληνικά, néa elliniká of νεοελληνική; neo-ellinikí) of vaak kortweg Grieks is de taal die gesproken wordt in het moderne Griekenland en op Cyprus. Tegenwoordig zijn er ongeveer 12,3 miljoen mensen die de taal spreken; in Albanië, Italië en andere landen bestaan Griekssprekende minderheden. Nieuwgrieks wordt met een eigen alfabet geschreven, dat direct is afgeleid van het Grieks uit de klassieke oudheid.
Sinds het begin van de 21e eeuw bestaat er een tendens om voor de 'Nieuwgriekse' omgangstaal de term kini neo-elliniki (glossa) (= 'Κοινή Νεοελληνική' of 'gemeenschappelijk(e) Nieuwgrieks(e taal)') te gebruiken. Deze taal verenigt elementen van de academische katharevousa en de volkstaal of dimotiki.

## Grammatica
Nieuwgrieks is een synthetische taal. Het is met het Albanees de enige Indo-Europese taal die de oorspronkelijke synthetische lijdende vorm bewaard heeft (de synthetische lijdende vorm in de Noord-Germaanse talen is een latere innovatie).

### Afwijkingen van Oudgrieks
Opvallende afwijkingen in het Nieuwgrieks ten opzichte van het Grieks uit de klassieke oudheid zijn:
- Het wegvallen van de datief, optatief, infinitief, dualis en deelwoorden (met uitzondering van het voltooid deelwoord).
- Het overnemen van het gerundium.
- De vermindering van het aantal verbuigingen van zelfstandige naamwoorden en het aantal vormen in elke vervoeging.
- Het modale partikel θα [tha] (een samentrekking van ἐθέλω ἵνα → θέλω να → θε' να → θα) om de toekomstige tijd en voorwaardelijke wijs aan te geven.
- De introductie van hulpwerkwoorden voor bepaalde tijden.
- De uitbreiding van het onderscheid tussen tegenwoordige tijd/onvoltooid verleden tijd en aoristus naar de toekomende tijd.
- Het wegvallen van de derde persoon imperatief.
- De versimpeling van het systeem van grammaticale voorzetsels, zoals augmentatie en reduplicatie.

### Nederlandse woorden in het Nieuwgrieks
- ἀπαρτχάιντ (apartcháid) – apartheid
- μπουρσα (boursa) – beurs
- πόλντερ (pólder) – polder

### Duitse woorden in het Nieuwgrieks
- αλτ (alt) – halt
- γκάσταρμπαϊτερ (nkástarmpaïter) – Gastarbeiter
- καπούτ (kapoút) – kaputt
- καρτόφι (kartófi) – Kartoffel
- κιτς (kits) – Kitsch
- κραχ (krach) – Börsenkrach
- λούμπεν (loúmpen) - Lompen
- μαρς (mars) – Marsch
- μπίρα (bíra) – Bier
- πόλτεργκαϊστ (pólternkaïst) – Poltergeist
- πρέτσελ (prétsel) – Brezel
- σνίτσελ (snítsel) – Schnitzel
- στρούντελ (stroúntel) – Strudel